# 트리니다드 (쿠바)

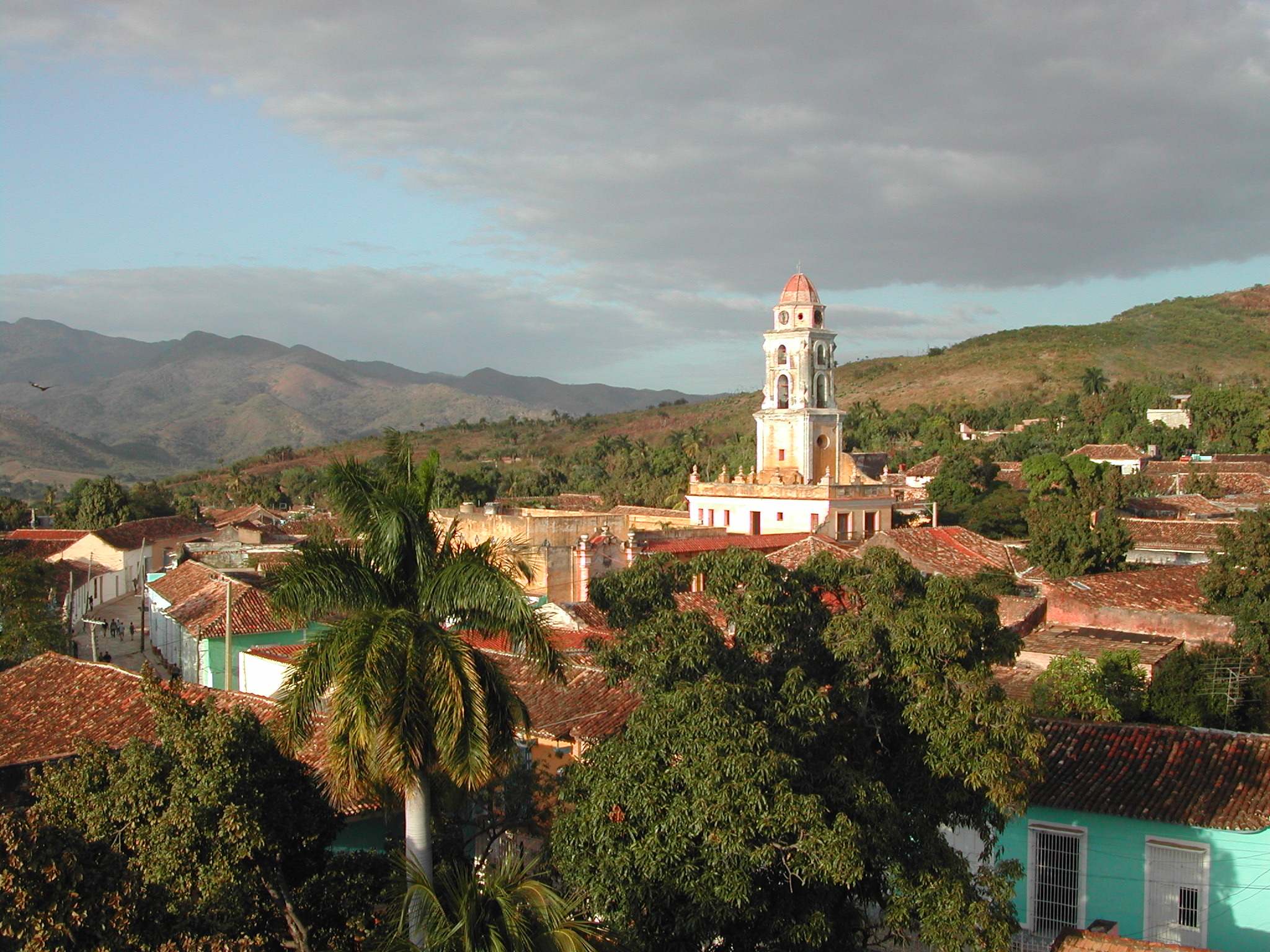
트리니다드

트리니다드(스페인어: Trinidad)는 쿠바 중부 상크티스피리투스 주에 위치한 도시로 면적은 1,155km2, 높이는 80m, 인구는 73,466명(2004년 기준), 인구 밀도는 63.6명/km2이다. 1988년 로스잉헤니오스 계곡과 함께 유네스코 세계유산에 등재되었다.
1514년 12월 23일 디에고 벨라스케스 데 케야르에 의해 건설되었으며 당시의 이름은 비야데라산티시마트리니다드(Villa de la Santísima Trinidad)였다. 트리니다드는 설탕 무역이 주요 산업이었던 시절의 유산이 남아 있는 도시이다. 현재의 주요 산업은 담배 가공업이다.